# الانتخابات البلدية بليز (2015)
أجريت الانتخابات البلدية في بليز في 4 مارس 2015. انتخب الناخبون 67 ممثلاً، قسموا إلى 18 ممثلاً عن مجالس المدن و 49 ممثلاً عن مجالس البلديات. مثلت الانتخابات فوزًا حاسمًا للحزب الديمقراطي المتحد الحاكم ‏، والذي حصل على 62 مقعدا من أصل 67 على مستوى البلاد. فاز حزب الشعب المتحد المعارض بالمقاعد المتبقية، إلا أنه فقد السيطرة على المجالس البلدية في كل من دانغريغا وبونتا غوردا، وحافظ على الأغلبية فقط في أورانج ووك تاون.

## الأطراف المشاركة
- الحزب الديمقراطي المتحد
- حزب الشعب المتحد
- حزب الرؤية المستوحاة من الشعب  [لغات أخرى]‏ (بلموبان وسان بيدرو تاون فقط)
- حزب الشعب الوطني (بونتا غوردا فقط) [2]

## النتائج

### مدينة بليز
تم إعادة انتخاب عمدة مدينة بليز داريل برادلي لولاية ثانية مقعد الحزب الديمقراطي المتحد بحصوله على 63 بالمائة من الأصوات، حيث هزم مرشح حزب الاتحاد من أجل الديمقراطية، يولاندا سكاكرون ‏ والمرشح المستقل أوستاكيو «إرنستو» توريس. اكتسح الحزب الديمقراطي المتحد جميع المقاعد العشرة في مجلس مدينة بليز.

### بلموبان
في بلموبان، هزم مرشح الحزب الديمقراطي المتحد لمنصب العمدة خالد بليسل ‏ مرشح حزب الشعب المتحد خوسيه أميلكار شاكونو ومرشح حزب الرؤية المستوحاة من الشعب هوبير دينيس إنريكيز. كما فاز الحزب الديمقراطي المتحد بجميع مقاعد مجلس المدينة الستة.

### البلدات
- بينكيو فيجو دل كارمن  [لغات أخرى]‏: انتخاب هيرالدو «رانشا» رامشاران جونيور (الحزب الديمقراطي المتحد) عمدة؛ الحزب الديمقراطي المتحد يفوز بمجلس المدينة 6-0.
- كوروزال تاون: انتخاب هيلبرتو كامبوس عمدة؛ الحزب الديمقراطي المتحد يفوز بمجلس المدينة 6-0.
- دانغريغا: انتخاب فرانسيس همفريز عمدة؛ الحزب الديمقراطي المتحد يفوز بمجلس المدينة 6-0.
- أورانج ووك تاون  [لغات أخرى]‏: انتخاب كيفن برنارد عمدة؛ فاز حزب الشعب المتحد بمجلس المدينة 4-2.
- بونتا غوردا: انتخاب فيرن جوتيريز عمدة؛ الحزب الديمقراطي المتحد يفوز بمجلس المدينة 6-0.
- سان إغناسيو / سانتا إيلينا  [لغات أخرى]‏: انتخاب إيرل تراب (الحزب الديمقراطي المتحد) عمدة؛ الحزب الديمقراطي المتحد يفوز مجلس المدينة 6-0.
- سان بيدرو تاون  [لغات أخرى]‏: انتخاب دانيال غيريرو عمدة؛ الحزب الديمقراطي المتحد يفوز بمجلس المدينة 6-0.[2]